# Jūkendō
Jūkendō (銃剣道?) es el arte marcial japonés de la lucha de bayoneta, en su forma es similar al kendo (pero combatiendo con bayonetas en lugar de espadas). Las técnicas de jūkendō se basan en la lucha con lanza clásica o sōjutsu, además de las técnicas de bayoneta del siglo XVII, cuando las armas de fuego fueron introducidas a Japón, por los portugueses.

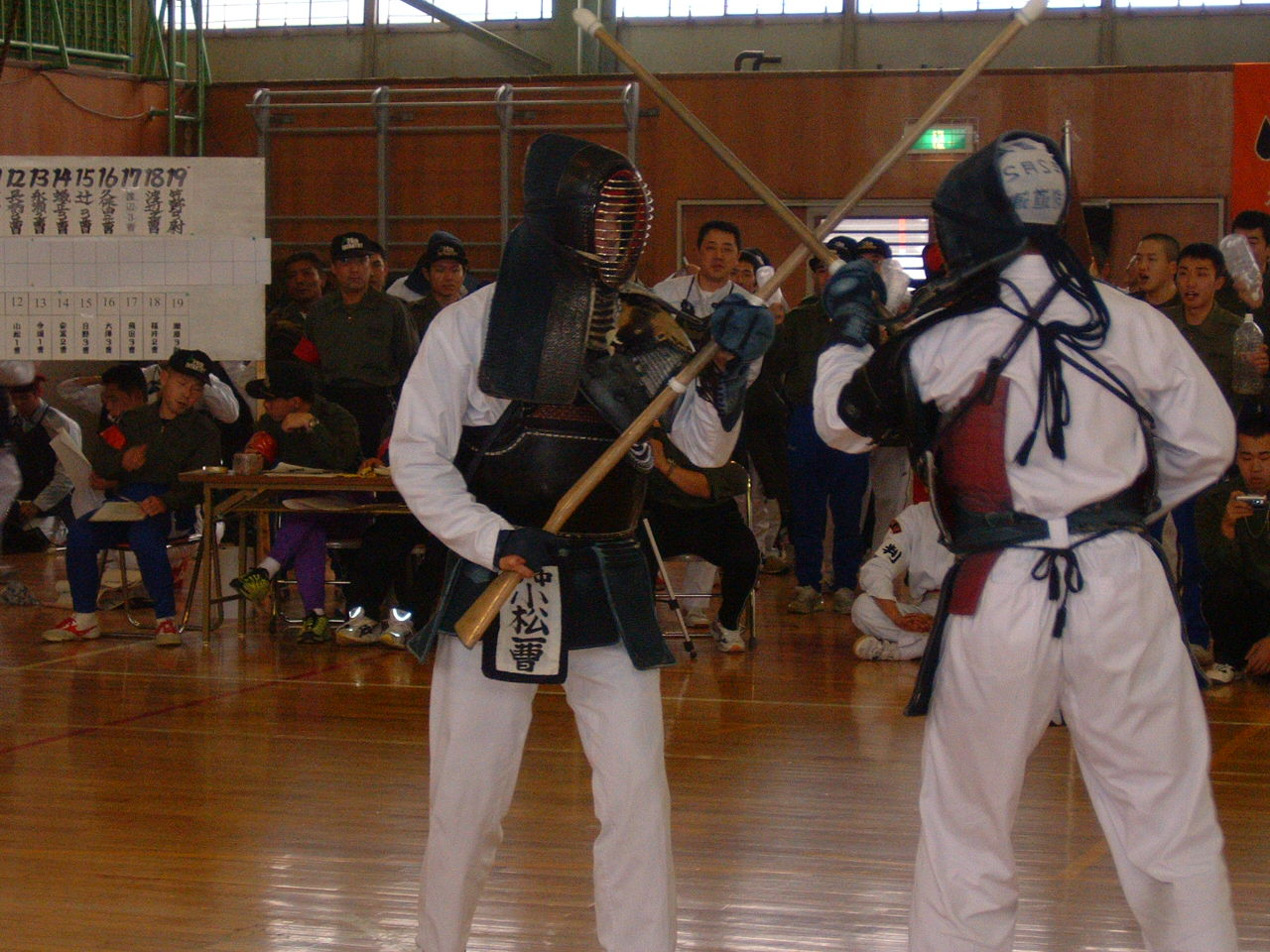
Torneo de Jukendo

Durante el período Meiji, las técnicas de lucha con bayonetas se consolidaron en un sistema llamado jūkenjitsu, y enseñaron en la academia militar de Toyama en Tokio a principios del siglo XX. Como practicantes notables, esta el maestro Morihei Ueshiba el fundador del aikidō, quien estudió jūkenjitsu e incorporó algunos  conceptos técnicos de esta arma en su propio arte, más específicamente en su interpretación del manejo del jō o bastón de longitud media. Después de la Segunda Guerra Mundial (1939-1945), la práctica del jūkenjitsu fue prohibida por los países Aliados (EE. UU., Reino unido, Francia) vencedores de ese conflicto, pero más tarde regresó en la forma moderna de jūkendō. The Japan Amateur Federación Jukendo fue establecido en 1952 y la Federación Japonesa de Jūkendō fue establecida en abril de 1956. Asimismo se realizan competiciones similares a las del arte del sable tradicional moderno o kendo.

## Mokujūy práctica
El mokujū es una réplica en madera de un rifle con una bayoneta adjunta y embotada al final, en lugar de un rifle real . 
El arte del jūkendō, es practicado por militares y civiles japoneses e incorpora kata utilizando el mokujū y combates al punto con armadura protectora. Las tres áreas de ataque principales son el corazón, la garganta y la parte inferior izquierda del oponente.